# Tanvir Ahmed Khan

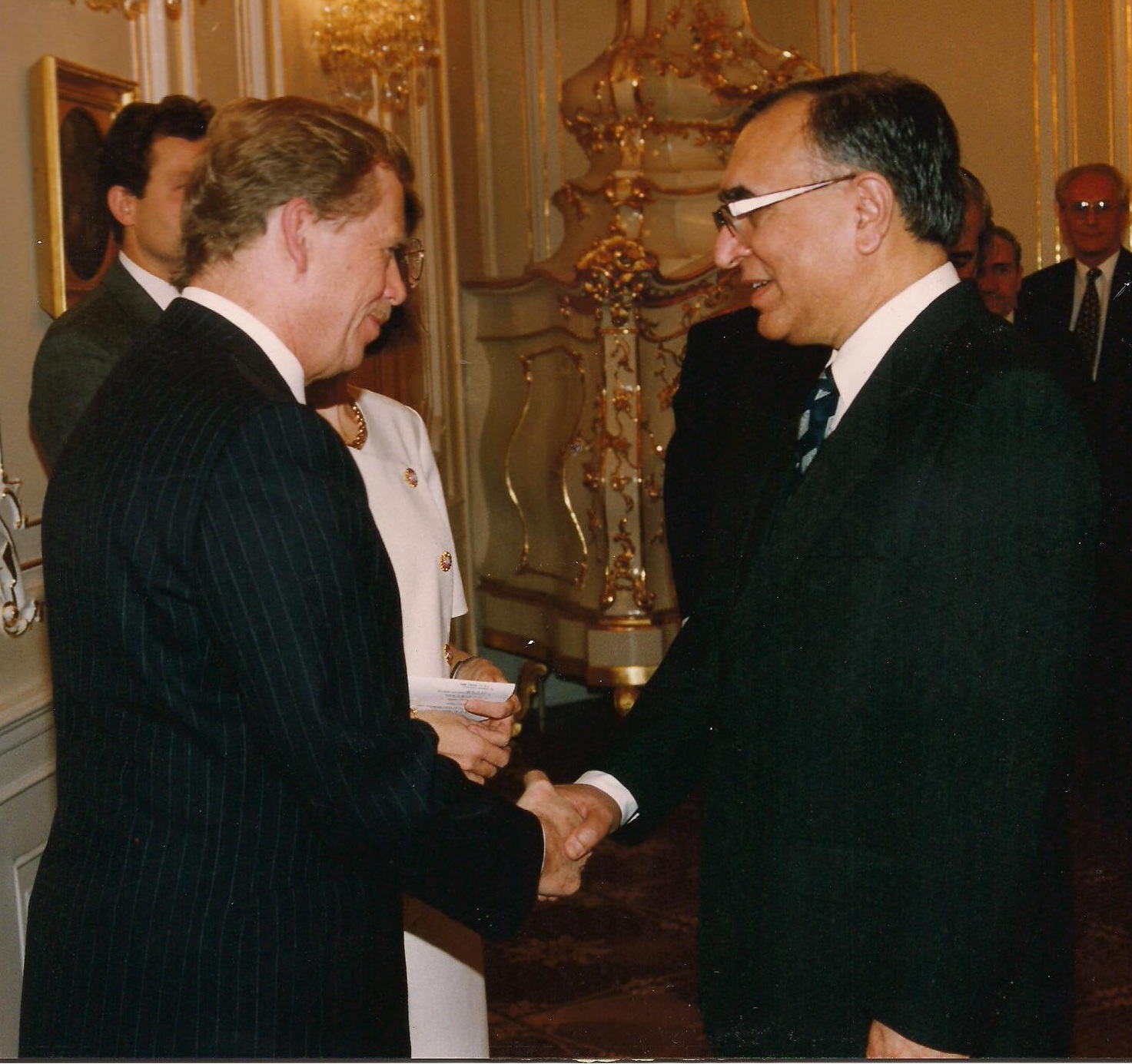
Tanvir Ahmed Khan (rechts) mit Václav Havel auf der Prager Burg

Tanvir Ahmed Khan (* 1932 im Distrikt Hoshiarpur, Punjab, Britisch-Indien; † 16. November 2013 in Islamabad, Pakistan) war ein pakistanischer Politiker und Diplomat.

## Leben
Bei der Teilung Indiens 1947 siedelte seine Familie aus dem heute indischen Teil Punjabs ins pakistanische Lahore über. Khan studierte in Lahore sowie an der University of Oxford, wo er einen Abschluss im Fach Englische Literatur machte.
Ab 1974 war er im diplomatischen Dienst Pakistans beschäftigt. Er war pakistanischer Botschafter im Iran, der Tschechoslowakei, Bangladesch, Frankreich (1990–1992) und Russland (1993–1997).
1989 bis 1990 war er Staatssekretär im Außenministerium Pakistans (Foreign Secretary) in der Regierung von Benazir Bhutto. Zweimal bekleidete er das Amt der Regierungssprechers. Nach seinem Ausscheiden aus der aktiven Politik war er als Direktor des Institute of Strategic Studies Islamabad sowie publizistisch tätig.